# Seconde bataille d'El Agheila
Pour les articles homonymes, voir Bataille d'El Agheila.
Campagne d'Afrique du Nord de la Seconde Guerre mondiale
Batailles
Guerre du Désert
- Invasion de l'Égypte
- Compass (Fort Capuzzo
- Nibeiwa
- Sidi Barrani
- Bardia
- Tobrouk (1941)
- Mechili
- Beda Fomm)
- Koufra
- Siège de Giarabub
- Sonnenblume
- El Agheila (1941)
- Siège de Tobrouk (Raid sur Bardia
- Raid Twin Pimples)
- Skorpion
- Brevity
- Battleaxe
- Crusader (Flipper
- Bir el Gubi (novembre 1941)
- Point 175
- Bir el Gubi (décembre 1941))
- Fort Lamy
- Gazala (Bir Hakeim
- Tobrouk (1942))
- Mersa Matruh
- El Alamein (juillet 1942) (Raid sur l'aérodrome de Sidi Haneish)
- Alam el Halfa
- Agreement (Caravan)
- Bertram
- Braganza
- El Alamein (octobre 1942) (Avant-poste Snipe)
- El Agheila (1942)

Débarquement allié en Afrique du Nord
- Blackstone
- Casablanca
- Reservist
- Terminal
- Port Lyautey
- Brushwood

Campagne de Tunisie
- Course pour Tunis
- Ligne Mareth
- Sidi Bouzid
- Kasserine
- Sejnane
- Ochsenkopf
- Capri
- Ksar Ghilane
- Pugilist
- El Guettar
- Wadi Akarit
- Longstop Hill
- Hill 609
- Vulcan
- Flax
- Retribution
- Strike

La Seconde bataille d'El Agheila est un bref engagement de la guerre du Désert de la Seconde Guerre mondiale. S'étant déroulée en décembre 1942, elle opposa les forces alliées de la 8e armée du général Bernard Montgomery aux forces de l'Axe de la Panzerarmee Afrika du Generalfeldmarschall Erwin Rommel. Elle s'acheva par la retraite de la Panzerarmee d'El-Alamein jusqu'à Tunis, où la campagne de Tunisie avait débuté avec l'opération Torch en novembre 1942.

## Contexte

Zone de retraite de Rommel d'El-Alamein à El Agheila, du 4 au 23 novembre 1942.

Le 4 novembre 1942, Rommel décide de mettre fin à la seconde bataille d'El Alamein et de se retirer vers l'ouest en direction de la Libye. Ce faisant, il défie les ordres « Tenez jusqu'au dernier homme » d'Adolf Hitler, pour sauver le reste de ses forces. L'Afrika Korps atteint le village de Fuka le lendemain. Les forces italiennes étaient arrivées plus tôt, s'étant retirées d'El Alamein du 3–4 novembre et formant une ligne défensive. Les Italiens reprennent leur retraite le même jour après une attaque alliée, les Allemands emboîtant le pas. Montgomery décide de reposer certaines de ses formations après leurs efforts à El Alamein, poursuivant avec la 4e brigade blindée légère.
La pluie de l'après-midi du 6 novembre entrave la poursuite britannique alors que les forces de l'Axe poursuivent leur retrait et qu'une nouvelle ligne de défense est établie à Marsa Matruh le lendemain, à quelque 180 km à l'ouest d'El Alamein. Rommel reçoit un avertissement d'Hitler qu'un débarquement allié est prévu entre Tobrouk et Benghazi, mais le 8 novembre, l'information s'avère fausse. Des débarquements anglo-américains ont cependant lieu au Maroc et en Algérie (opération Torch). L'Eastern Task Force débarque avec 20 000 soldats à Alger et fait route vers l'est en direction de Rommel. Face à la perspective d'une importante force alliée sur ses arrières, il décide de se retirer d'un seul coup vers El Agheila.

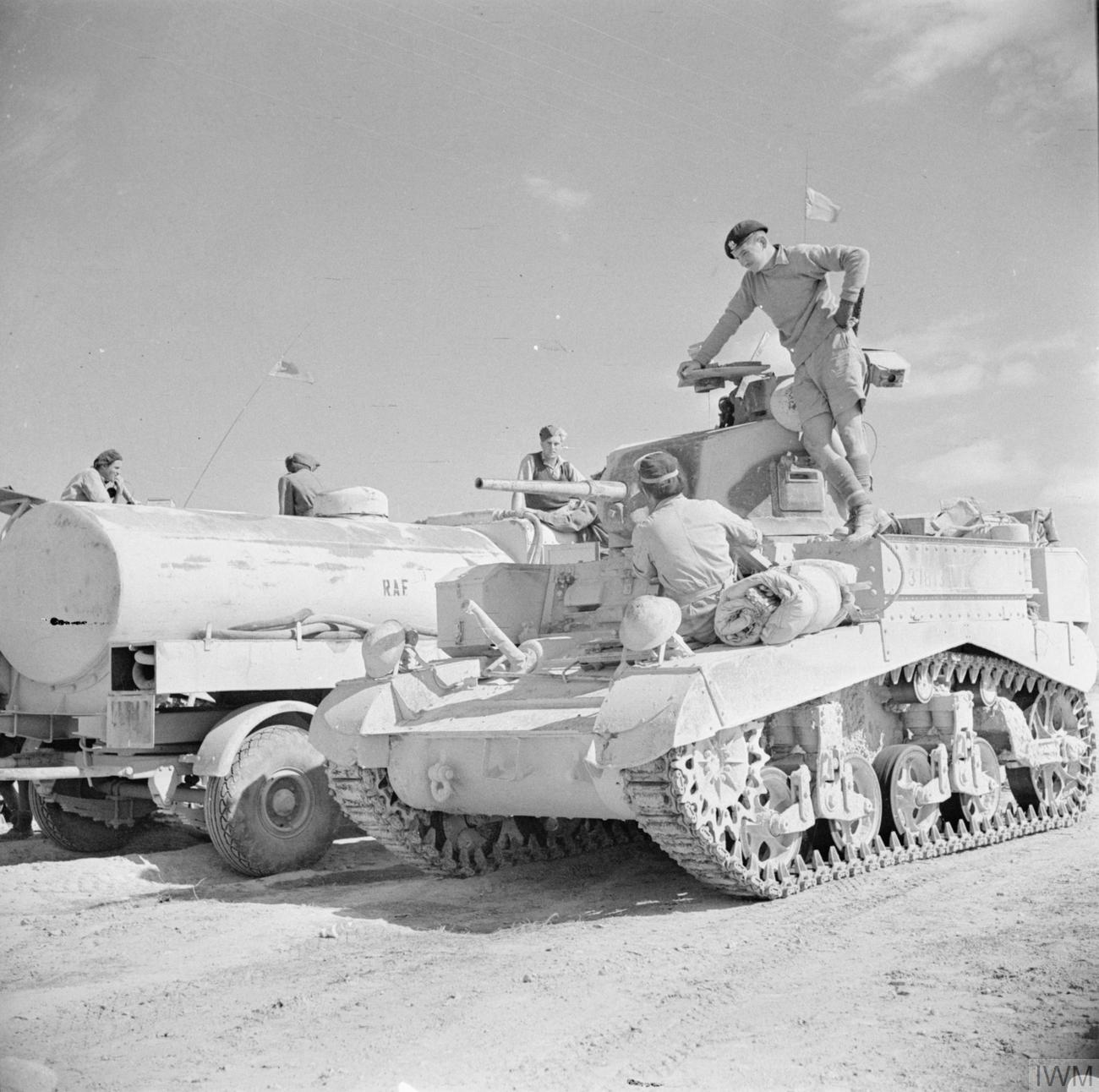
Un char Stuart ravitaillé à partir d'un navire de la RAF en périphérie de Sidi Barrani, le 15 novembre 1942.

Les forces de l'Axe se sont retirées de Sidi Barrani le 9 novembre et du col d'Halfaya (à la frontière libyenne-égyptienne), la dernière position en Égypte, le 11 novembre. La Cyrénaïque est aussi abandonnée sans résistance sérieuse. Rommel voulait sauver 10 000 tonnes d'équipements à Tobrouk mais ceux-ci tombent aux mains des Britanniques le 13 novembre. Une tentative de Montgomery de piéger la garnison de Tobrouk par un encerclement vers Acroma (à l'ouest de Tobrouk) échoue et la garnison se retire le long de la Via Balbia vers Benghazi avec peu de pertes. Derna et l'aérodrome de Martuba sont capturés le 15 novembre. La RAF occupe rapidement l'aérodrome pour assurer la couverture aérienne d'un convoi maltais le 18 novembre. Les forces de l'Axe s'étaient replier de 650 km en dix jours.
Malgré l'importance du port de Benghazi dans la chaîne d'approvisionnement de l'Axe, Rommel l'abandonne pour éviter un nouveau piège désastreux, subi par les Italiens lors de la bataille de Beda Fomm en février 1941. Il ordonne ainsi la démolition des installations portuaires et du matériel à Benghazi, écrivant par la suite :

« ... à Benghazi, nous avons détruit les installations portuaires et les plates-formes et le chaos a submergé les civils dans cette misérable ville. »

— Rommel
Benghazi est occupée par les Britanniques le 20 novembre et trois jours plus tard, les forces de l'Axe se retirent d'Agdabia et se replient sur Mersa Brega. Lors de leur retrait vers Mersa Brega, les forces de l'Axe rencontrent de nombreuses difficultés, notamment la supériorité aérienne britannique. La Desert Air Force (DAF) attaque les colonnes de l'Axe bondées sur la route côtière et à court de carburant. Pour retarder l'avance britannique, les sapeurs de l'Axe posent des mines dans la région de Mersa Brega ; des casques d'acier sont enterrés pour tromper les détecteurs de mines britanniques.
Pendant une grande partie de la poursuite d'El Agheila, les Britanniques sont incertains des intentions de Rommel. Ils avaient été rattrapés lors de campagnes précédentes par un ennemi qui les avait entraînés puis contre-attaqué. Montgomery avait l'intention de renforcer le moral de son armée en bannissant l'habitude de la défaite et de la retraite. La 1re division blindée et la 2e division néo-zélandaise sont retenues à Bardia, se reposant et assurant une défense. Malgré les craintes de Rommel de se faire piéger par une avancée rapide des Alliés à travers le renflement de la Cyrénaïque, Montgomery était conscient qu'une force étendue et isolée pourrait également être vulnérable, comme au début de 1941 et au début de 1942. Lorsqu'une force de reconnaissance de véhicules blindées est envoyée à travers le pays, celle-ci est retardée par un sol gorgé d'eau. L'intelligence des transmissions révèle que la Panzerarmee est pratiquement immobilisée par manque de carburant, incitant Montgomery à ordonner l'envoi d'une force plus puissante à travers le pays. Ayant entendu parler de la présence de la force de reconnaissance, Rommel avance sa retraite de Benghazi et peu écarter les véhicules blindées, sans être troublé par la force plus forte n'étant pas encore arrivée.

## Prélude

### Forces de l'Axe
Pendant les dix-huit jours entre l'évacuation d'Agedabia le 23 novembre et le début de la bataille d'El Agheila le 11 décembre Rommel décrit des désaccords avec ses supérieurs politiques et militaires et s'engage dans des discussions amères et infructueuses avec Hitler, Hermann Göring, le général Albert Kesselring (Oberbefehlshaber Süd), le chef d'état-major italien du Comando Supremo Ugo Cavallero et le gouverneur de la Libye Ettore Bastico. Rommel veut se retirer à Tunis le plus tôt possible, étant en désaccord avec les autres voulant qu'il prenne position sur la ligne El Agheila-Mersa Brega. Mussolini ordonne à Rommel de se tenir sur la ligne Agheila pour défendre la Tripolitaine, idée soutenue par Hitler, qui estime qu'El Agheila soit défendu « en toutes circonstances ».
Bien que tenant une position naturellement forte à Agheila : étant entourée de marais salants, de sable mou ou de terrain accidenté, limitant la capacité de manœuvre des véhicules, Rommel conclut qu'il est capable de tenir la position que selon les conditions suivantes : qu'il reçoive des remplacements d'artillerie et de chars, un renforcement de Luftwaffe et la restauration de ses approvisionnements en carburant et en munitions. À cette époque, tous les hommes et équipements disponibles sont détournés vers Tunis, à la suite des débarquements alliés de l'opération Torch, pour empêcher la Tunisie de tomber face à une avance alliée depuis l'Algérie. Au moment de la visite de Rommel à Berlin début décembre, Mussolini et Hitler avaient accepté la réalité de la situation et convenu que des préparatifs doivent être faits en vue d'un retrait à Buerat, à quelque 400 km à l'ouest. Le 3 décembre, l'infanterie italienne non mécanisée commencent leur retraite.

### Forces britanniques
Les Britanniques doivent fournir leurs forces d'Égypte à Agedabia. Les approvisionnements pouvaient être acheminés par voie de chemin de fer de 710 km d'Alexandrie à Tobrouk — les 630 km de Tobrouk à Agedabia étaient légèrement plus courts — mais les approvisionnements devaient passer par la route sur la Via Balbia ou par la mer jusqu'à Benghazi, puis par la route d'Agedabia. Le 26 novembre, le Xe corps du lieutenant-général Brian Horrocks est mis en réserve et le XXXe corps du lieutenant-général Oliver Leese prend le contrôle de la 8e ligne de front, accompagné de la 7e division blindée (major-général John Harding), la 51e division d'infanterie Highland (major-général Douglas Wimberley (en)) et la 2e division néo-zélandaise (major-général Bernard Freyberg). À la fin de novembre, Montgomery estime que la 2e division néo-zélandaise, accompagné de la 4e brigade blindée légère sous commandement, commence un large mouvement de débordement le 13 décembre. La manœuvre devait être masquée par des bombardements et des raids d'infanterie sur les positions avancées de la Panzerarmee, à partir de la nuit du 11/12 décembre, pour détourner l'attention. Une attaque frontale de la 51e division (Highland) sur la côte et de la 7e division blindée à l'intérieur des terres sur leur gauche devra commencer dans la nuit du 16/17 décembre, une fois les Néo-Zélandais en position derrière la position de l'Axe.

## La bataille
La position de ravitaillement de Rommel ne s'était pas améliorée : la Tunisie était toujours prioritaire pour le ravitaillement et les trois quarts des navires envoyés à Tripoli en novembre pour ravitailler la Panzerarmee avaient été détruits. Rommel manquait d'hommes et de matériel et disposait de très peu de carburant et de munitions. Son intention affichée était donc de tenir le plus longtemps possible mais de se retirer face à de fortes pressions. Lorsque les attaques préliminaires débutent le 11 décembre, Rommel prend cela pour le début de l'attaque de la 8e armée et met en œuvre une retraite. Vers le milieu de la matinée du 12 décembre, des patrouilles détectent que les positions de l'Axe commencent à s'éclaircir. En réponse, Montgomery ordonne à la division néo-zélandaise de se déplacer immédiatement et avance l'assaut principal dans la nuit du 14 au 15 décembre. Le soir du 12 décembre, le retrait de l'Axe était en cours, à l'exception de quelques unités couvrant l'extraction.
Le 13 décembre, des avions de reconnaissance de l'Axe localisent quelque 300 véhicules au nord de l'oasis de Maradah, à 120 km au sud d'El Agheila (la colonne néo-zélandaise), signifiant pour les forces de l'Axe le danger d'un débordement. Rommel souhaite lancer ses blindés restants face à cette force de débordement mais le manque de carburant empêche toute opération, n'ayant pas d'autre choix que de poursuivre la retraite. Une attaque par la 7e division blindée britannique est repoussée dans une action d'arrière-garde par la division italienne Ariete. Dans son journal, Rommel écrit :

« Tard dans la matinée, une force ennemie supérieure lança une attaque contre la division Ariete, stationnée au sud-ouest d'El Agheila, avec son flanc droit reposant sur la Sebcha Chebira et sa gauche faisant la jonction avec la 90e division légère. Des combats acharnés s'ensuivirent contre 80 chars britanniques et durèrent près de dix heures. Les Italiens livrèrent un combat acharné, pour lequel ils méritent le plus grand crédit. Enfin, dans la soirée, les Britanniques furent repoussés par une contre-attaque du régiment blindé Centauro, laissant 22 chars et 2 blindés incendiés ou endommagés sur le champ de bataille. L'intention britannique de couper la 90e division légère avait été déjouée. »

— Rommel
Le changement de plan de la 8e armée était arrivé trop tard et lorsque la division néo-zélandaise termine son « crochet gauche » le 15 décembre, celle-ci est dispersée après un transit difficile sur un terrain boueux, ne lui laissant que 17 chars en état de marche. Ils localisent la 15e Panzerdivision sur l'escarpement gardant la route côtière et la 6e brigade néo-zélandaise, plus à l'ouest, reçoit l'ordre de former un bloc sur la route côtière, tandis que la 5e brigade doit protéger les véhicules de ravitaillement et de transport divisionnaires. Au cours de la nuit du 15 au 16 décembre, la plupart des éléments restants de la Panzerarmee peuvent se retirer vers Nofilia, se déplaçant en petites colonnes rapides à travers les brèches des unités néo-zélandaises dispersées, sous le couvert de l'obscurité. Le 18 décembre, des combats éphémères mais acharnés ont lieu à Nofilia (à 160 km à l'ouest d'El Agheila), au cours de laquelle le Rifleman Charles Ashford des King's Royal Rifle Corps remporte la médaille militaire pour avoir attaqué un emplacement de Panzers dans son Bren Gun Carrier malgré la perte de ses véhicules de soutien et une balle dans le visage. Les combats de Nofilia mettent fin à la seconde bataille d'El Agheila.

## Conséquences

### Analyses
Rommel déclara plus tard que l'expérience aurait dû faire tiquer Montgomery face à ses prises de décisions :

« ... nous ne devrions pas accepter la bataille. Il n'aurait donc pas dû commencer à bombarder nos points forts et à attaquer notre ligne tant que sa force de débordement n'avait pas terminé son mouvement et était en mesure d'avancer sur la route côtière en coordination avec l'attaque frontale. »

— Rommel

### Pertes
En 1966, I. S. O. Playfair, l'historien officiel britannique donne une estimation de 450 Italiens et Allemands faits prisonniers, 25 canons et 18 chars détruits du 13 au 17 décembre. En 1962, W. G. Stevens, l'historien officiel de la Nouvelle-Zélande, estime que les pertes de la 2e division néo-zélandaise s'élèvent à 11 tués, 29 blessés et 8 prisonniers.

### Opérations ultérieures
Rommel prévoyait de défendre le Gabes Gap en Tunisie, à l'est de la ligne Mareth d'avant-guerre, en tenant le port de Buerat, tandis que la 5e Panzerarmee du Generaloberst Hans-Jürgen von Arnim, déjà en Tunisie, affrontait la 1re armée alliée. Le front s’étendait à 640 km de Tobrouk et avec de telles difficultés d'approvisionnement, la 8e armée était dans l'impossibilité d'utiliser toutes ses unités. Buerat n'était pas fortement défendu et malgré les renseignements sur l'état des forces de l'Axe, Montgomery s'arrêta jusqu'au 16 janvier 1943, lorsque la 8e armée avait une supériorité de 4:1 en infanterie et un avantage de 7,5:1 en chars. Les bombardements débutèrent le 12 janvier, le XXXe corps attaqua le 15 janvier, se frayant un chemin le long de la route côtière, à travers des champs de mines, des démolitions et des pièges. La Nouvelle-Zélande et la 7e division blindée pénétrèrent à l'intérieur des terres via Tarhuna, le ravitaillement étant assuré par le RASC et le New Zealand Army Service Corps, l'opération dépendant de la capture rapide du port. Après un retrait le 15 janvier, Rommel se replia 4 jours plus tard de Tripoli après la destruction du port. Les troupes de l'Axe menèrent alors des actions de retardement en Tunisie. La 7e division blindée entra dans la capitale libyenne dans la nuit du 22/23 janvier, tandis que la Panzerarmee atteignit la ligne Mareth, à 320 km à l'ouest, le 23 janvier.

### Lectures complémentaires
- E. Bauer, The History of World War II, London, Orbis, 1983 (OCLC 153898230)